# North Brooksville
North Brooksville és una concentració de població designada pel cens dels Estats Units a l'estat de Florida. Segons el cens del 2000 tenia 1.461 habitants.

## Demografia
Segons el cens del 2000, North Brooksville tenia 1.461 habitants, 551 habitatges, i 359 famílies. La densitat de població era de 204,4 habitants/km².
Dels 551 habitatges en un 31,8% hi vivien nens de menys de 18 anys, en un 44,6% hi vivien parelles casades, en un 14,9% dones solteres, i en un 34,7% no eren unitats familiars. En el 28,1% dels habitatges hi vivien persones soles el 10,2% de les quals corresponia a persones de 65 anys o més que vivien soles. El nombre mitjà de persones vivint en cada habitatge era de 2,5 i el nombre mitjà de persones que vivien en cada família era de 3,06.
Per edats la població es repartia de la següent manera: un 25,7% tenia menys de 18 anys, un 8,3% entre 18 i 24, un 25,8% entre 25 i 44, un 22% de 45 a 60 i un 18,3% 65 anys o més.
L'edat mediana era de 38 anys. Per cada 100 dones de 18 o més anys hi havia 86,3 homes.
La renda mediana per habitatge era de 27.917 $ i la renda mediana per família de 37.455 $. Els homes tenien una renda mediana de 24.728 $ mentre que les dones 20.781 $. La renda per capita de la població era de 13.531 $. Entorn del 7,1% de les famílies i el 13,7% de la població estaven per davall del llindar de pobresa.

## Poblacions properes
El següent diagrama mostra les poblacions més properes.